# In Search of the Lost Chord
In Search of the Lost Chord ist das dritte Studioalbum der britischen Band The Moody Blues. Es erschien im Juli 1968 bei Deram Records.

## Entstehung und Veröffentlichung
Nach dem Erfolg von Days of Future Passed gewährte Decca Records The Moody Blues viele Freiheiten bei den Aufnahmen zu einem Nachfolger. Die Band wollte allerdings nicht wieder auf ein Orchester zurückgreifen, sondern alle Instrumente selbst einspielen. Dies führte schließlich dazu, dass Bandmitglieder bei den Aufnahmen Anfang 1968 immer wieder ad hoc neue Instrumente spielen lernen mussten, da sie insgesamt 33 verschiedene einsetzten, darunter z. B. Mellotron, Cembalo, Autoharp, Sitar, Tabla, Pauke, Flöte und Saxophon. Die Arbeit im Studio musste immer wieder für Konzerttermine unterbrochen werden, erst ab Mitte Mai konnte sechs Wochen am Stück In Search of the Lost Chord mit einem modernen Studer-Tonbandgerät fertiggestellt werden. Produzent war erneut Tony Clarke, das Artwork wurde von Phil Travers gestaltet.
Eine Single wurde noch einige Wochen vor Veröffentlichung des Albums ausgekoppelt, die zweite folgte im Oktober. Bereits am 16. Juli 1968 wurde eine Session bei John Peels Radiosendung Top Gear aufgezeichnet. Im August des Jahres wurden The Moody Blues als erste britische Rockband in die Tschechoslowakei eingeladen, mussten aber wegen der gewaltsamen Niederschlagung des Prager Frühlings durch Sowjettruppen schnell wieder abreisen. Im Oktober folgte eine USA-Tour. Nach mehreren LP-Auflagen wurde das Album 1986 erstmals auf CD veröffentlicht. Spätere remasterte Versionen enthielten teilweise alternative Versionen als Bonustitel.

## Titelliste

### Seite 1
1. Departure – 0:44
2. Ride My See-Saw – 3:38
3. Dr. Livingstone, I Presume – 2:58
4. House of Four Doors (Part 1) – 4:12
5. Legend of a Mind – 6:36
6. House of Four Doors (Part 2) – 1:47

### Seite 2
1. Voices in the Sky – 3:28
2. The Best Way to Travel – 3:14
3. Visions of Paradise – 4:15
4. The Actor – 4:39
5. The Word – 0:39
6. Om – 5:44

### Bonus-Titel 2008
Alternate Versions & Outtakes
1. A Simple Game (Justin Hayward vocal mix) – 3:32
2. The Best Way to Travel (additional vocal mix) – 3:56
3. Visions of Paradise (Instrumental version) – 4:30
4. What Am I Doing Here? (Original version) – 3:54
5. The Word (Mellotron mix) – 1:02
6. Om (Extended version) – 6:07

BBC ‘Top Gear Sessions’
1. Doctor Lingstone I Presume – 2:57
2. Thinking Is the Best Way to Travel – 3:39

1968 Single ‘B’ Side
1. A Simple Game – 3:41

## Stil
The Moody Blues entwickeln die psychedelischen Anklänge von Days of Future Passed auf In Search of the Lost Chord weiter. Die thematischen Grundlagen der Liedtexte sind nun Drogen und Mystik. Das Orchester ist Instrumenten wie dem Mellotron, der Sitar und Tablas gewichen, somit entsteht eine gewisse stilistische Nähe zur Experimentierfreudigkeit der Beatles in dieser Zeit. Tatsächlich sollen George Harrisons Versuche mit indisch inspirierter Musik Justin Hayward beeindruckt haben. Barocke und symphonische Passagen verweisen zudem auf den frühen Progressive Rock. Als Werk von The Moody Blues bleibt das Album durch Haywards Gesang und Ray Thomas’ Flötenspiel erkennbar.

## Rezeption
Auch In Search of the Lost Chord wurde wieder ein erfolgreiches Album. Die erste Single erreichte Platz 27 in den britischen Charts, das Album sogar Platz 5 und blieb insgesamt 32 Wochen in den Charts. In den US-amerikanischen Billboard 200 hielt es sich 29 Wochen und erreichte Platz 23. Auftritte im Vorprogramm von Cream auf deren Abschiedstournee 1968 hatten die Band auch in den Vereinigten Staaten populärer gemacht. Heute wird dem Album zugeschrieben, dass es mithalf, neue Instrumente in die Rockmusik einzuführen. Somit wurde es vom eclipsed-Magazin in die Liste der 150 wichtigsten Prog-Alben aufgenommen. Allerdings wird auf den Babyblauen Seiten auch kritisiert, dass In Search of the Lost Chord einige „Schmachtfetzen“ enthalte und das Album der Band sei, das „heutzutage am meisten outdated klingt“.